# Croatian Indoors 1998 - Qualificazioni singolare
Le qualificazioni del singolare  del Croatian Indoors 1998 sono state un torneo di tennis preliminare per accedere alla fase finale della manifestazione. I vincitori dell'ultimo turno sono entrati di diritto nel tabellone principale. In caso di ritiro di uno o più giocatori aventi diritto a questi sono subentrati i lucky loser, ossia i giocatori che hanno perso nell'ultimo turno ma che avevano una classifica più alta rispetto agli altri partecipanti che avevano comunque perso nel turno finale.
Le qualificazioni del torneo Croatian Indoors 1998 prevedevano 32 partecipanti di cui 4 sono entrati nel tabellone principale.

## Teste di serie
1. Dominik Hrbatý (ultimo turno)
2. Lars Burgsmüller (ultimo turno)
3. Andrej Merinov (Qualificato)
4. Ionuț Moldovan (Qualificato)

1. Fernon Wibier (ultimo turno)
2. Andrej Stoljarov (secondo turno)
3. Patrik Fredriksson (Qualificato)
4. Martin Hromec (primo turno)

## Qualificati
1. Fredrik Bergh
2. Patrik Fredriksson

1. Andrej Merinov
2. Ionuț Moldovan

## Tabellone

### Legenda
| - Q = Qualificato - WC = Wild card - LL = Lucky loser | - ALT = Alternate - SE = Special Exempt - PR = Protected Ranking | - w/o = Walkover - r = Ritirato - d = Squalificato |

### Sezione 1
|  | Primo turno   | Primo turno        | Primo turno        | Primo turno | Primo turno |  |  | Secondo turno | Secondo turno  | Secondo turno  | Secondo turno | Secondo turno |   |   | Ultimo turno | Ultimo turno   | Ultimo turno   | Ultimo turno | Ultimo turno |  |
|  |               |                    |                    |             |             |  |  |               |                |                |               |               |   |   |              |                |                |              |              |  |
|  | 1             | Dominik Hrbatý     | Dominik Hrbatý     | 7           | 6           |  |  |               |                |                |               |               |   |   |              |                |                |              |              |  |
|  |               | Ljubomir Ercegovic | Ljubomir Ercegovic | 5           | 1           |  |  | 1             | Dominik Hrbatý | Dominik Hrbatý | 6             | 6             |   |   |              |                |                |              |              |  |
|  | Luka Kutanjac | Luka Kutanjac      | 6                  | 6           | 7           |  |  |               | Luka Kutanjac  | Luka Kutanjac  | 4             | 2             |   |   |              |                |                |              |              |  |
|  | Ivo Karlović  | Ivo Karlović       | 3                  | 7           | 6           |  |  |               |                |                |               |               |   |   | 1            | Dominik Hrbatý | Dominik Hrbatý | 3            | 2            |  |
|  | Josip Dumanic | Josip Dumanic      | 7                  | 1           | 7           |  |  |               |                |                | Fredrik Bergh | Fredrik Bergh | 6 | 6 |              |                |                |              |              |  |
|  | Mario Tudor   | Mario Tudor        | 6                  | 6           | 6           |  |  | Josip Dumanic | Josip Dumanic  | Josip Dumanic  | 5             | 6             |   |   |              |                |                |              |              |  |
|  |               | Fredrik Bergh      | Fredrik Bergh      | 7           | 6           |  |  | Fredrik Bergh | Fredrik Bergh  | Fredrik Bergh  | 7             | 7             |   |   |              |                |                |              |              |  |
|  | 8             | Martin Hromec      | Martin Hromec      | 6           | 3           |  |  |               |                |                |               |               |   |   |              |                |                |              |              |  |

### Sezione 2
|  | Primo turno    | Primo turno        | Primo turno        | Primo turno | Primo turno |  |  | Secondo turno | Secondo turno      | Secondo turno      | Secondo turno      | Secondo turno      |   |   | Ultimo turno | Ultimo turno     | Ultimo turno     | Ultimo turno | Ultimo turno |  |
|  |                |                    |                    |             |             |  |  |               |                    |                    |                    |                    |   |   |              |                  |                  |              |              |  |
|  | 2              | Lars Burgsmüller   | Lars Burgsmüller   | 7           | 6           |  |  |               |                    |                    |                    |                    |   |   |              |                  |                  |              |              |  |
|  |                | Sasa Hirszon       | Sasa Hirszon       | 5           | 3           |  |  | 2             | Lars Burgsmüller   | Lars Burgsmüller   | 7                  | 6                  |   |   |              |                  |                  |              |              |  |
|  | Ivica Ančić    | Ivica Ančić        | Ivica Ančić        | 6           | 6           |  |  |               | Ivica Ančić        | Ivica Ančić        | 5                  | 2                  |   |   |              |                  |                  |              |              |  |
|  | Drazen Rebic   | Drazen Rebic       | Drazen Rebic       | 2           | 1           |  |  |               |                    |                    |                    |                    |   |   | 2            | Lars Burgsmüller | Lars Burgsmüller | 6            | 2            |  |
|  | Željko Krajan  | Željko Krajan      | Željko Krajan      | 6           | 7           |  |  |               |                    | 7                  | Patrik Fredriksson | Patrik Fredriksson | 7 | 6 |              |                  |                  |              |              |  |
|  | Daniel Dvornik | Daniel Dvornik     | Daniel Dvornik     | 2           | 5           |  |  |               | Željko Krajan      | Željko Krajan      | 3                  | 2                  |   |   |              |                  |                  |              |              |  |
|  | 7              | Patrik Fredriksson | Patrik Fredriksson | 6           | 6           |  |  | 7             | Patrik Fredriksson | Patrik Fredriksson | 6                  | 6                  |   |   |              |                  |                  |              |              |  |
|  |                | Iztok Bozic        | Iztok Bozic        | 3           | 1           |  |  |               |                    |                    |                    |                    |   |   |              |                  |                  |              |              |  |

### Sezione 3
|  | Primo turno      | Primo turno      | Primo turno    | Primo turno | Primo turno |  |  | Secondo turno | Secondo turno    | Secondo turno  | Secondo turno | Secondo turno |   |   | Ultimo turno | Ultimo turno   | Ultimo turno   | Ultimo turno | Ultimo turno |  |
|  |                  |                  |                |             |             |  |  |               |                  |                |               |               |   |   |              |                |                |              |              |  |
|  | 3                | Andrej Merinov   | Andrej Merinov | 6           | 6           |  |  |               |                  |                |               |               |   |   |              |                |                |              |              |  |
|  |                  | Budimir Tomas    | Budimir Tomas  | 1           | 1           |  |  | 3             | Andrej Merinov   | Andrej Merinov | 6             | 6             |   |   |              |                |                |              |              |  |
|  | Ivan Beros       | Ivan Beros       | Ivan Beros     | 6           | 6           |  |  |               | Ivan Beros       | Ivan Beros     | 4             | 0             |   |   |              |                |                |              |              |  |
|  | Kresimir Ritz    | Kresimir Ritz    | Kresimir Ritz  | 4           | 3           |  |  |               |                  |                |               |               |   |   | 3            | Andrej Merinov | Andrej Merinov | 7            | 6            |  |
|  | Ivan Cinkus      | Ivan Cinkus      | 6              | 7           | 6           |  |  |               |                  |                | Ivan Cinkus   | Ivan Cinkus   | 5 | 3 |              |                |                |              |              |  |
|  | Stephen Noteboom | Stephen Noteboom | 7              | 6           | 4           |  |  |               | Ivan Cinkus      | 4              | 7             | 6             |   |   |              |                |                |              |              |  |
|  | 6                | Andrej Stoljarov | 6              | 4           | 7           |  |  | 6             | Andrej Stoljarov | 6              | 6             | 3             |   |   |              |                |                |              |              |  |
|  |                  | Ivan Vajda       | 4              | 6           | 6           |  |  |               |                  |                |               |               |   |   |              |                |                |              |              |  |

### Sezione 4
|  | Primo turno        | Primo turno        | Primo turno        | Primo turno | Primo turno |  |  | Secondo turno | Secondo turno      | Secondo turno      | Secondo turno | Secondo turno |   |   | Ultimo turno | Ultimo turno   | Ultimo turno   | Ultimo turno | Ultimo turno |  |
|  |                    |                    |                    |             |             |  |  |               |                    |                    |               |               |   |   |              |                |                |              |              |  |
|  | 4                  | Ionuț Moldovan     | Ionuț Moldovan     | 7           | 6           |  |  |               |                    |                    |               |               |   |   |              |                |                |              |              |  |
|  |                    | Igor Sarić         | Igor Sarić         | 6           | 1           |  |  | 4             | Ionuț Moldovan     | Ionuț Moldovan     | 6             | 6             |   |   |              |                |                |              |              |  |
|  | Ibrahim Kimmerling | Ibrahim Kimmerling | Ibrahim Kimmerling | 7           | 6           |  |  |               | Ibrahim Kimmerling | Ibrahim Kimmerling | 0             | 3             |   |   |              |                |                |              |              |  |
|  | Duje Mrduljaš      | Duje Mrduljaš      | Duje Mrduljaš      | 6           | 0           |  |  |               |                    |                    |               |               |   |   | 4            | Ionuț Moldovan | Ionuț Moldovan | 6            | 6            |  |
|  | Jure Ivelic        | Jure Ivelic        | 1                  | 6           | 6           |  |  |               |                    | 5                  | Fernon Wibier | Fernon Wibier | 4 | 3 |              |                |                |              |              |  |
|  | Marko Kovacevic    | Marko Kovacevic    | 6                  | 3           | 4           |  |  |               | Jure Ivelic        | Jure Ivelic        | 3             | 4             |   |   |              |                |                |              |              |  |
|  | 5                  | Fernon Wibier      | 7                  | 5           | 7           |  |  | 5             | Fernon Wibier      | Fernon Wibier      | 6             | 6             |   |   |              |                |                |              |              |  |
|  |                    | Ivan Ljubičić      | 6                  | 7           | 6           |  |  |               |                    |                    |               |               |   |   |              |                |                |              |              |  |